# Whine Up
«Whine Up» — песня, исполненная поп/R&B певицей Кэт Делуной, которая была издана дебютным синглом из её альбома 9 Lives. Эта песня исполненная с Elephant Man. Были ожидания, что эту песню исполнит Ivy Queen, но Делуна сама прочитала рэп. Название происходит из англо-карибского(западно—индийского) произношения Wind up, которое означает «двигаться на танцполе». Песня использовалась как трейлер к фильму Почувствуй Шум (2007).

## Видео
Делуна попросила фанатов, что жили в Нью - Йорке отослать ей видеоролик, где они танцуют под песню «Whine Up». И кто станцует лучше, тот будет сниматься в клипе на эту песню. Лучшая группа получит шанс выступать с ней всегда (быть её концертной группой).
Видеоклип (режиссёр — Джил Грин) появился на странице Кэт в интернете. Он начинается, когда Кэт исполняет начало оперы для подруги, но её прерывает начало песни, под которую после этого она танцует и поет. Танец называется «The Whine Up».
«Whine Up» был «Супер Клипом» на музыкальном канале в Бельгии TMF, с 10 марта по 16 марта 2007 года.

## Рейтинги
Песня была отослана на лучшее радио в Америке 15 мая 2007 года. Песня дебютировала на 24 месте в Bubbling Under Hot 100 Singles, но была на 124-й позиции в Billboard Hot 100. Потом песня поднялась на 29-й номер в чарте. Песня получила больше 500 тысяч легальных загрузок в США и была сертифицирована Золотом 13 Февраля 2008 года. «Whine Up» была № 9 на французских чартах.

## Track listing and formats
- Промосинглы

1. «Whine Up» (Английская версия) — 3:25
2. «Whine Up» (Английская акапелла) — 3:23
3. «Whine Up» (Инструментальная) — 3:28
4. «Whine Up» (Испанская версия) — 3:41
5. «Whine Up» (Испанская акапелла) — 3:38

- Ремиксы Johnny Viciouse

1. «Whine Up» (Johnny Vicious Club Drama Mix)
2. «Whine Up» (Johnny Vicious Mix Show)
3. «Whine Up» (Johnny Vicious Warehouse Mix Acid Dub)
4. «Whine Up» (Johnny Vicious Spanish Mix)

- Другие ремиксы

1. «Whine Up» (English Remix с Shaka Dee)
2. «Whine Up» (Spanish Remix с Jayko)
3. «Whine Up» (Spanish Remix с Elephant Man & Adrian Banton)

## История выпуска
| Region  | Date            |
| ------- | --------------- |
| США     | май 15, 2007    |
| Франция | ноябрь 26, 2007 |

## Чарты
| Чарт (2007 / 2008)                   | Место |
| ------------------------------------ | ----- |
| Австралия (ARIA)                     | 18    |
| U.S. Billboard Hot 100               | 29    |
| U.S. Billboard Hot Dance Club Play   | 1     |
| U.S. Billboard Hot Latin Songs       | 43    |
| U.S. Billboard Pop 100               | 14    |
| U.S. Billboard Hot R&B/Hip-Hop Songs | 12    |
| Austrian Singles Chart               | 23    |
| Belgium Singles Charts               | 7     |
| Канада (Billboard Canadian Hot 100)  | 15    |
| Dutch Charts                         | 45    |
| Франция (SNEP)                       | 9     |
| Germany (Media Control AG)           | 24    |
| Romanian Singles Chart               | 13    |
| Швейцария (Schweizer Hitparade)      | 49    |